# Goljemadi
Goljemadi (en serbe cyrillique: Гољемади) est un village de l'est du Monténégro, dans la municipalité de Podgorica.

## Démographie

### Évolution historique de la population[1]
| 1948 | 1953 | 1961 | 1971 | 1981 | 1991 | 2003 |
| ---- | ---- | ---- | ---- | ---- | ---- | ---- |
| 318  | 269  | 257  | 234  | 203  | 147  | 94   |